# Tauriskos von Kyzikos
Tauriskos von Kyzikos (altgriechisch Ταυρίσκος) war ein antiker griechischer Toreut (Metallarbeiter), der in hellenistischer Zeit tätig war.
Tauriskos ist nicht mehr durch überlieferte Werke, sondern nur noch durch die literarische Überlieferung bekannt. Er ist bei zwei Stellen der Naturalis historia des Plinius erwähnt. Was genau er geschaffen hat, geht aus den Bemerkungen nicht hervor, es wird nur hervorgehoben, dass es sich um einen Kunsthandwerker handelte, der nicht mit dem bekannteren Bildhauer Tauriskos von Tralleis, dem Bruder von Apollonios von Tralleis, identisch ist.